# 線性調小波轉換
線性調頻小波轉換是一種時頻分析的方法，用線性調頻波（也稱為小啾波）來表示訊號成分的一種信號轉換。

## 概述
如同小波，線性調頻小波是一小段線性調頻波（Compact），在這段時間內信號的瞬時頻率成線性的增加或減少，而小波則是固定的頻率。
小波轉換調整母小波的頻率和時間位移，而線性調頻小波則是改變瞬時速率改變率以及中央頻率。
線性調頻小波變換在時頻域上的分布則類似短時距傅立葉變換（例如加伯轉換），但是隨著線性調頻頻率改變的速率而有錯切。
通常母線性調頻小波是由線性調頻波乘上一窗函數而成，因此母小波包絡線便是此窗函數。
 圖片中是高斯函數窗函數的母線性調頻小波

高斯函數線性調頻小波可如下表示:
{\displaystyle g_{t_{c},f_{c},log(\Delta t),c}(t)={\frac {1}{{\sqrt {\pi }}\Delta t}}e^{-{\frac {1}{2}}({\frac {t}{\Delta t}})^{2}}e^{j2\pi [c(t-t_{c})^{2}+f_{c}(t-t_{c})]}}
其中 {\displaystyle t_{c}\,} 是中心時間， {\displaystyle f_{c}\,} 是中心頻率， {\displaystyle log(\Delta t)\,} 是時間長度， {\displaystyle c\,} 是頻率改變的速率。

## 應用
線性調頻小波轉換的應用包括雷達、聲納、信號處理、生醫信號、影像處理。

## 參照
線性調頻
小波轉換
加伯轉換